# Шевченківське (Раївська сільська громада)
Шевче́нківське — село в Україні, в Синельниківському районі Дніпропетровської області. Входить до складу Раївської сільської громади.Населення за переписом 2001 року становить 312 осіб. До 2017 року орган місцевого самоврядування — Шевченківська сільська рада.

## Історія
12 червня 2020 року, відповідно до розпорядження Кабінету Міністрів України № 709-р від «Про визначення адміністративних центрів та затвердження територій територіальних громад Дніпропетровської області», увійшло до складу Раївської сільської громади.
19 липня 2020 року, в результаті адміністративно-територіальної реформи та ліквідації   Синельниківського (1923—2020) району, село увійшло до складу новоутвореного Синельниківського району.

## Географія
Село Шевченківське знаходиться за 1 км від лівого берега річки Середня Терса, на відстані 1 км розташовані села Котлярівське і Дніпровське. По селу протікає пересихаючий струмок з загатою.

## Економіка
- ФГ «Агрос».

## Об'єкти соціальної сфери
- Школа I—II ст.
- Дитячий садочок.
- Клуб.

## Постаті
- Грабар Віктор Васильович (1990—2019) — солдат Збройних сил України, учасник російсько-української війни.